# سلامة الطرق المتعلقة بالعمل في الولايات المتحدة
يعتبراستخدام الطرق جزء أساسي من عمل الأشخاص الذين يعملون كسائق، وبذلك فأن العمال معرضون لخطر الإصابات الناجمة عن حوادث الطرق، التي تسببها عدت عوامل كالإرهاق وساعات العمل الطويلة، ضغوط التوصيل، الانحرافات بسبب الهواتف المحمولة والأجهزة الأخرى، نقص التدريب على قيادة المركبة المخصصة، عيوب بالمركبة، استخدام الأدوية الموصوفة وغير الموصوفة، الحالات الطبية، وسوء التخطيط للرحلات،  التي قد تؤدي إلى الوفاة، أوالى الإعاقة، بالإضافة قد يكون العامل معيل لافراد اسرته وبذلك يؤدي إلى ألم ومعاناة نفسية للأسرة، كذلك قد يؤدي إلى صعوبات اقتصادية للعامل المصاب والاسره.
يمكن لأصحاب العمل استخدام العلاقة بين صاحب العمل والموظف كوسيلة ضغط لتكملة وتنفيذ السياسات الحكومية التي توجب استخدام حزام الأمان، وتحظر القيادة الخاطئة، واستخدام الهاتف المحمول وغيرها من أشكال القيادة المشتتة. يمكن لسياسات القيادة الآمنة المطبقة في مكان العمل أن تعزز القيادة الآمنة بعيدًا عن العمل.بالإضافة إلى ذلك، يمكن لأصحاب العمل، بصفتهم مشترون لأساطيل كبيرة من المركبات، تحفيز التحسينات في سلامة المركبات، وتشجيع تطوير قدرات وتشريعات السلامة على الطرق في المناطق المحلية والبلدان التي يعملون فيها، وبالتالي تحسين السلامة على الطرق للجميع.
ركزت الأبحاث التي تمحورت حول حوادث السيارات بموضوعات مختلفة كإجهاد السائق ، والحالات الطبية ، والقيادة المشتتة ، الميكانيكا الحيوية ، هندسة المركبات ، أنظمة التحذير من الاصطدام ، والتحكم في الثبات ، وبيانات القيادة الطبيعية وكذلك العلاقة المحتملة لهذه العوامل مع الحوادث. وركزت التدخلات المختلفة من الباحثين الذين يدرسون سلوكيات السائقين على أجهزة مراقبة المركبات، وضوابط حزام الأمان، والتدخلات السلوكية، والامتثال لممارسات القيادة الآمنة.

## بيانات ومصادر الاعطال
تعد حوادث السيارات المستمرة (MVCs) السبب الرئيسي للوفيات المرتبطة بالعمل في الولايات المتحدة. توفي حوالي 8173 عاملاً في MVCs المتعلقة بالعمل على الطرق السريعة العامة من عام 2003 إلى عام 2008، وهو ما يمثل 24 ٪ من جميع الوفيات المرتبطة بالعمل خلال هذه الفترة. متوسط معدل الوفيات السنوي هو 0.9 حالة وفاة لكل 100.000 عامل. استأثر العمال العاملون في صناعة النقل بالشاحنات بأكبر عدد (2320) وأعلى معدل وفيات في النقل على الطرق السريعة (19.6 لكل 100.000 عامل). تم تسجيل الصناعات الأمريكية الأخرى ذات معدلات الوفيات المرتفعة بسبب MVCs المتعلقة بالعمل (11.7 لكل 100,000 عامل)، وتوزيع المنتجات البترولية بالجملة (8.6)، وإدارة النفايات (8.5)، وأنشطة الدعم للتعدين (7.9)، وخدمات سيارات الأجرة والليموزين (6.8). حدثت غالبية وفيات MVC المتعلقة بالعمل بين راكبي الشاحنات (67٪ من اجمالي الوفيات)، وخاصة المقطورات والجرارات (34٪ من الوفيات). ان نصف الوفيات كانت جراء حوادث بين مركبتين أو أكثر (49٪)، و 19٪ كانت لحوادث تدهور، خاصة الشاحنات ذات الرافعات والمركبات المقلوبة. تشمل هذه الإحصاءات السائقين وركاب المركبات ذات المحركات فقط؛ تتضمن بيانات الولايات المتحدة MVCs التي تحدث خارج الطرق السريعة العامة، بالإضافة إلى وفيات المشاة، ولكن لم يتم تقديم هذه هنا. ومع ذلك، فإن بيانات الولايات المتحدة عن الوفيات المرتبطة بالعمل لا تشمل حوادث السيارات أثناء التنقل من العمل أو منه، ولا تحدد أنظمة بيانات الأعطال لعامة السكان حالة التنقل.

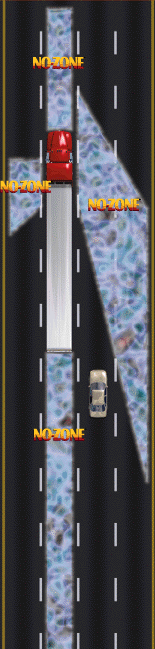
تمثل منطقة No-Zone مناطق الخطر ، أو النقاط العمياء ، حول الشاحنات والحافلات حيث من المرجح أن تحدث حوادث.

يُظهر مصدر البيانات الذي تمت مناقشته أعلاه عدد الإصابات المهنية المميتة (CFOI)، وهو برنامج يديره مكتب إحصاءات العمل (BLS) مع البيانات المقدمة من وكالات الدولة. يُعرف CFOI بأنه النظام الأكثر شمولاً لرصد وفيات إصابات العمل في الولايات المتحدة. يتم الوصول إلى مصادر بيانات متعددة لجمع البيانات، بما في ذلك شهادات الوفاة، وتقارير OSHA ، وتقارير تعويضات العمال، وتقارير الشرطة، وحسابات وسائل الإعلام. تعتبر الحالات مرتبطة بالعمل عند تأكيدها من قبل مصدرين مستقلين للبيانات. تجمع CFOI بين تقنيات ضمان الحالة القوية مع معلومات مفصلة عن التركيبة السكانية للعمال وخصائص الشركة. ومع ذلك، نظرًا لأن CFOI يجب أن تلتقط معلومات عن جميع أنواع الوفيات المهنية، فإنها توفر القليل من التفاصيل حول الظروف وعوامل الخطر الخاصة بـ MVCs. يوفر نظام المراقبة على المستوى الوطني المستند إلى تقارير حوادث الشرطة معلومات أكثر تفصيلاً عن الظروف والعوامل المساهمة في وفاة MVCs. يقوم نظام الإبلاغ عن تحليل الوفيات (FARS) التابع للإدارة الوطنية للسلامة على الطرق السريعة (NHTSA) بجمع بيانات شاملة عن الحوادث والمركبة والسائق والأشخاص الآخرين المعنيين. ومع ذلك، تحدد FARS الوفيات المرتبطة بالعمل فقط بشهادة وفاة،  والتي لا تؤكد في كثير من الأحيان الوفيات المرتبطة بالعمل. لا تصنف FARS العمال الذين يعانون من إصابات قاتلة حسب الصناعة أو المهنة.
بيانات الولايات المتحدة حول حوادث العمل غير المميتة محدودة. من خلال استقصاء عينة لأصحاب العمل، ومسح الإصابات والأمراض المهنية (SOII)، يولد BLS تقديرات سنوية للإصابات المهنية غير المميتة من خلال متغيرات مثل الصناعة، ومصدر الإصابة (على سبيل المثال، سيارة)، وجزء (أجزاء) الجسم المصاب، العمر ومتوسط أيام العمل الضائعة.علاوة على ذلك، نظرًا لأن SOII لا تغطي مجموعات عمال معينة مثل العمال الزراعيين في المزارع التي تضم أقل من 11 موظفًا والعاملين لحسابهم الخاص، فإنها تقلل بلا شك من عدد MVCs المتعلقة بالعمل وغيرها من الأحداث.

## بيئة التشغيل الخاصة بسلامة الطرق المتعلقة بالعمل
يسير نظام القيادة في مكان العمل في الولايات المتحدة في منظمتين متميزتين: النظام التنظيمي لوزارة النقل الأمريكية (DOT) الذي يغطي الشاحنات والحافلات الكبيرة، والتشغيل غير المنظم لأسطول خفيف الوزن أو مركبات تجارية مدفوعة بشكل شخصي. منذ الثلاثينيات من القرن الماضي، كانت اللوائح التي تعزز التشغيل الآمن للشاحنات والحافلات الكبيرة جزءًا من السياسة الفيدرالية الأمريكية. وفي الآونة الأخيرة، أسند قانون تحسين سلامة ناقلات السيارات الصادر عن وزارة النقل الأمريكية لعام 1999 هذه المسؤولية التنظيمية إلى الإدارة الفيدرالية لسلامة ناقلات السيارات (FMCSA). ركزت معظم الأبحاث في مجال السلامة على الطرق المهنية في الولايات المتحدة على المراكز والتخفيف من مخاطر الطريق لمشغلي الشاحنات والحافلات الكبيرة من خلال التدخلات السلوكية والهندسية والإدارية.
على النقيض من ذلك، لا يوجد لدى العمال الأمريكيين لوائح مماثلة مطبقة لأولئك الذين يديرون السيارات بخلاف الشاحنات الكبيرة أو الحافلات التي تشكل جزءًا من واجباتهم الوظيفية: أي أولئك الذين يديرون سيارات خفيفة الوزن يملكها أو يستأجرها رئيسهم، أو الذين يقودون سياراتهم الشخصية. مركبات لأغراض العمل. يتم تغطية السائقين في العمل بموجب «بند الواجب العام» الخاص بـ OSHA ، والذي يتطلب من صاحب العمل توفير «وظيفة ومكان عمل خالين من المخاطر المعترف بها التي تسبب أو من المحتمل أن تسبب الوفاة أو الأذى الجسدي الخطير لموظفيها».
علاوة على ذلك، أصدرت OSHA لوائح تغطي جوانب محدودة من تشغيل المعدات المتنقلة في البناء، وقطع الأشجار، والمحطات البحرية، والزراعة.ومع ذلك، لم تضع إدارة السلامة والصحة المهنية (OSHA) لوائح لتشغيل المركبات ذات المحركات على الطرق العامة التي من شأنها أن تغطي مجموعة واسعة من المركبات والسائقين ومواقف العمل.بشكل عام، تم تنفيذ استجابة سياسة إدارة السلامة والصحة المهنية (OSHA) للمخاطر المهنية لتشغيل المركبات الخفيفة من خلال مبادرات طوعية ووثائق توجيه ولجان استشارية مخصصة.
يخضع تشغيل المركبات الخفيفة في مكان العمل في الولايات المتحدة في الواقع لقوانين المرور، معززة بسياسات صاحب العمل.في الولايات المتحدة، تعتبر القوانين المتعلقة باستخدام الهاتف المحمول وأحزمة الأمان وحدود السرعة وعمر الترخيص وتجديد الترخيص من مسؤولية الدول الفردية.قد يؤدي عدم الاتساق من دولة إلى أخرى إلى تعقيد إدارة سلامة الطرق للمنظمات التي تعمل في دول متعددة.قام العديد من أرباب العمل، إدراكًا منهم للضرر الاقتصادي والبشري الكبير الذي يلحق بالمنظمات والعاملين فيها، بتنفيذ سياسات تنظيمية للسلامة على الطرق تتجاوز متطلبات قوانين المرور.
استجابة لدعوات السلامة والرأي العام والتهديدات المتزايدة بالتقاضي المكلف، يتحرك أرباب العمل في الولايات المتحدة لحظر الرسائل النصية أو استخدام الهاتف الخلوي أثناء القيادة في العمل التنظيمي. تقدم وزارة النقل الأمريكية وشبكة أصحاب العمل في مجال السلامة المرورية (NETS) والمجلس الوطني للسلامة (NSC) مجموعة متنوعة من الموارد لمساعدة المنظمات في صياغة وتنفيذ السياسات المتعلقة بالرسائل النصية واستخدام الهاتف المحمول: نماذج السياسات، ومراجعات المسؤولية والقضايا ونتائج مسح الشركة حول سياسات الهاتف المحمول وإرشادات حول تنفيذ السياسات وإنفاذها. أصدرت FMCSA مؤخرًا قواعد تحظر إرسال الرسائل النصية واستخدام الهواتف المحمولة  من قبل مشغلي المركبات التجارية (الشاحنات والحافلات الكبيرة).

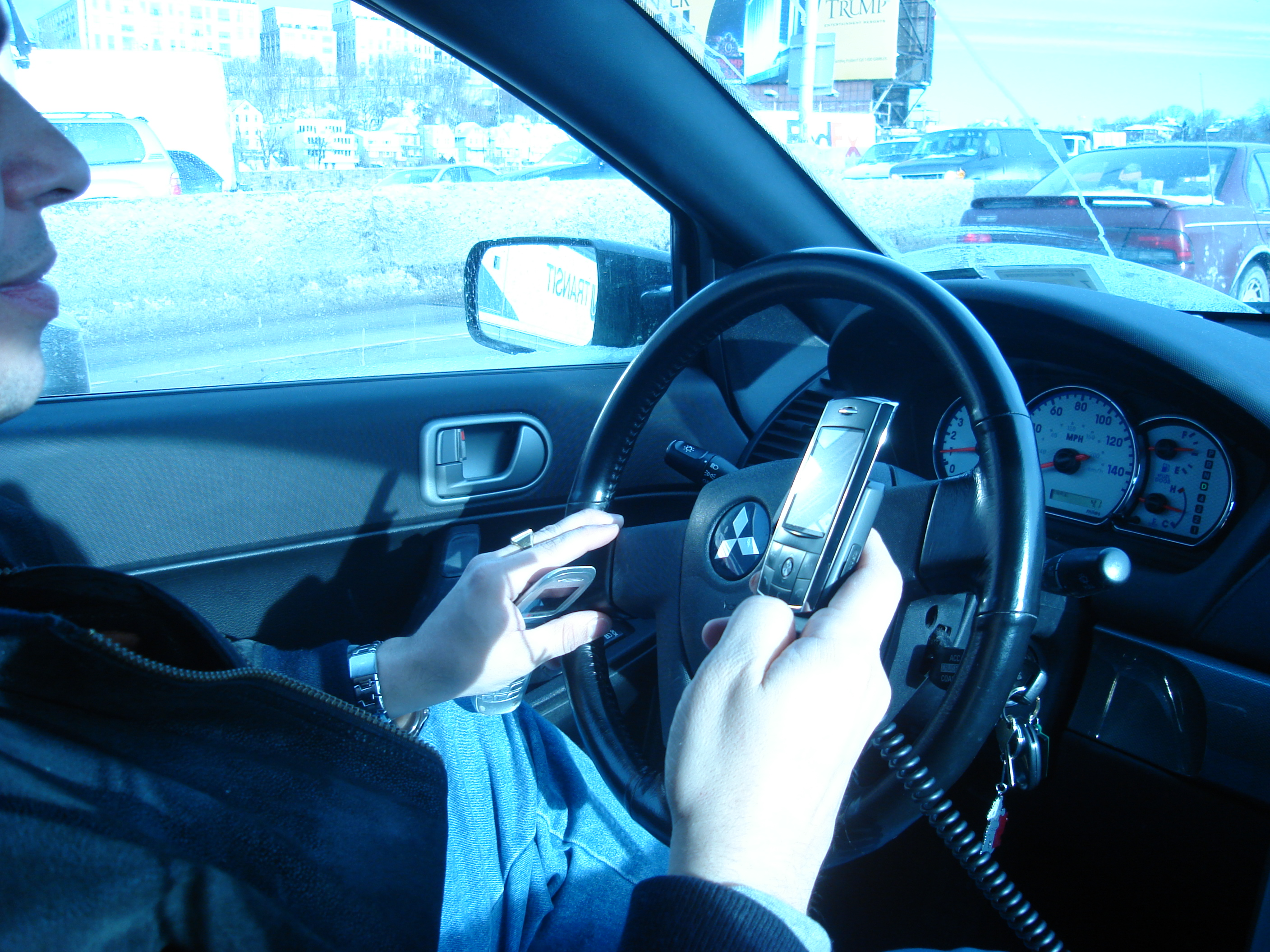
أصبحت القيادة المشتتة مصدر قلق رئيسي في مجال السلامة على الطرق ، نظرًا لظهور استخدام الهاتف المحمول.

نشرت اتحادات الشاحنات الأمريكية كتابًا شاملاً مختص بعوامل الخطر والأسباب ورائها والوقاية من حوادث الشاحنات الكبيرة / الثقيلة.  تدور الموضوعات حول حجم وطبيعة مشكلة اصطدام الشاحنات؛ وطرق بحث السلامة فيها؛ عوال التمي تسبب الخطر للسائق والمركبة والطريق؛ كذلك التقنيات التي تعتمد على المركبات في إدارة السلامة والعمليات؛ أيضا اللوائح وتنفيذها وامتثالها؛ و «السلامة النشطة». تشمل «السلامة النشطة» الممارسات في السلامة المعتمدة على الأسطول والتي تتجاوز متطلبات الامتثال القانوني ولكنها يمكن أن تعزز أداء السلامة بشكل كبير. يؤكد الكتاب على تنفيذ هذه الممارسات داخل الأساطيل الفردية، ولكن يمكن أيضًا نشرها من خلال التعاون بين الحكومة والصناعة ونهج الامتثال البديلة.
بالإضافة إلى ذلك، نفذت إدارة السلامة والصحة المهنية (OSHA) مؤخرًا أول مبادرة إنفاذ واسعة النطاق لها تتعلق بسلامة المركبات في موضوع القيادة المشتتة. في قمة القيادة المشتتة لعام 2010، أعلنت وزيرة العمل السابقة هيلدا سوليس أن إدارة السلامة والصحة المهنية (OSHA) ستركز على منع القيادة المشتتة من خلال التعليم والشراكات، مع استكمالها بمبادرة إنفاذ جديدة. صرحت الوزيرة في ملاحظاتها: «عندما تتلقى إدارة السلامة والصحة المهنية (OSHA) شكوى ذات مصداقية تفيد بأن صاحب العمل يتطلب إرسال رسائل نصية أثناء القيادة أو من ينظم العمل بحيث تكون الرسائل النصية ضرورة عملية، فسوف نحقق ونصدر عند الضرورة الاستشهادات والعقوبات لإنهاء هذه الممارسة.» 

## دراسات البحث والمراقبة
استنادًا إلى الفرضية القائلة بأن التدخلات المستهدفة هي أكثر الوسائل فعالية لمنع الوفيات المهنية، نشر الباحثون في الولايات المتحدة عددًا من الدراسات التي تهدف إلى توثيق عوامل الخطر الخاصة بـ MVCs المهنية في مختلف المهن والصناعات. نظرًا لأن مخاطر الوفاة هي الأعلى باستمرار في قطاع النقل بالشاحنات، فإن الغالبية العظمى من الأدبيات الأمريكية حول السلامة على الطرق المهنية تتناول عوامل الخطر المعروفة والمفترضة لسائقي الشاحنات، بما في ذلك إجهاد السائق وساعات الخدمة الحالات الطبية واستخدام الأجهزة المحمولة.
في الولايات المتحدة، تم إنجاز قدر كبير من هذا البحث من خلال شراكات بين الوكالات الحكومية ومعاهد البحث المدعومة من الحكومة الموجودة في الجامعات.نظرًا لأن تنظيم الولايات المتحدة للسلامة المهنية على الطرق يقتصر إلى حد كبير على سلامة الشاحنات والحافلات الكبيرة، فقد ركزت هذه المعاهد على توفير قاعدة الأدلة لدعم التغييرات في لوائح السلامة على الطريق FMCSA التي تغطي هذه المركبات الكبيرة. معاهدان بحثيتان تجريان الكثير من الأبحاث حول سلامة المركبات الثقيلة هما معهد أبحاث النقل بجامعة ميشيغان (UMTRI) ومعهد النقل التكنولوجي في فرجينيا (VTTI).
يضم UMTRI المركز الوطني لإحصائيات الشاحنات والحافلات.لسنوات عديدة، عملت بشكل تعاوني مع FMCSA و NHTSA للحفاظ على الشاحنات المتورطة في الحوادث المميتة (TIFA) والحافلات المتورطة في قواعد بيانات الحوادث المميتة (BIFA). بدءًا من الحالات التي تم تحديدها في نظام الإبلاغ عن تحليل الوفيات (FARS) (قاعدة البيانات الوطنية الأمريكية لوفيات المرور على الطرق استنادًا إلى تقارير حوادث المرور للشرطة)، يجمع باحثو UMTRI بيانات مفصلة عن تكوين السيارة ونوع الحمولة وساعات القيادة ومتغيرات أخرى. بالإضافة إلى ذلك، يتم تكييف بروتوكولات جمع البيانات TIFA و BIFA بسهولة لمعالجة القضايا الناشئة. تشمل نقاط القوة الأخرى لبرنامج UMTRI هندسة المركبات وأنظمة تجنب الاصطدام مثل أنظمة التحذير من الاصطدام والتحكم في الثبات والميكانيكا الحيوية وعوامل الخطر مثل الإلهاء والتعب والحالات الطبية.
بدعم والتعاون من الوكالات ووزارة النقل الأمريكية، طورت VTTI خبرة قوية في جمع وتحليل بيانات القيادة العادية وأي فيديو وبيانات أخرى تم جمعها من المركبات المجهزة بأدوات يديرها سائقون على مدى فترة طويلة من الوقت تحت ظروف القيادة العادية. جمعت VTTI بيانات القيادة العادية لسيارات الركاب والشاحنات الكبيرة. أثر بحثها على التغييرات الأخيرة التي أدخلت على لوائح FMCSA التي تحظر على مشغلي الشاحنات والحافلات الكبيرة مشاركة الرسائل النصية واستخدام الهواتف المحمولة أثناء القيادة.
أظهرت أبحاث VTTI الأخرى المستندة إلى بيانات القيادة الطبيعية أنه ليس كل سائقي المركبات التجارية لديهم احتمالية متساوية لتجربة «الأحداث الحرجة للسلامة»، مثل الحوادث أو الحوادث القريبة أو الأحداث عالية الخطورة مثل انحرافات الحارة. أحد الأمثلة على ذلك هو أن السائقين المصنفين على أنهم يعانون من السمنة كانوا أكثر عرضة للإصابة بالإرهاق، والمشاركة في حدث حرج للسلامة، والمشاركة في الأحداث الحرجة المتعلقة بالسلامة المتعلقة بالتعب. وجدت دراسة أخرى عن القيادة الطبيعية لسائقي الشاحنات المحلية والقصيرة المدى أن 8 من 42 سائقاً في الدراسة يمثلون 60٪ من 77 حدثاً حرجاً للسلامة موثقة. قيد التقدم في VTTI هي دراسة حالة وضبط تسعى إلى التمييز بين السائقين التجاريين المتورطين في حادث تحطم من أولئك الذين ليسوا وفقًا للخصائص الفردية والتنظيمية. يحتوي هذا النوع من البحث على آثار لتحسين سلامة النقل بالشاحنات من خلال تحديد سمات الأفراد المعرضين لمخاطر عالية وتنفيذ ضوابط لمراقبة أداء السلامة وتحسينه. يمكنه أيضًا تحديد السمات التنظيمية عالية المخطر القابلة للتغيير في ممارسات إدارة السلامة.
غيرها من الولايات المتحدة دراسات استخدمت إصابة والوفيات إلى وصف الحادث عوامل الخطر في مجموعات العمال ينظر إليها على أنها عالية المخاطر. التقارير التي نشرت في العقد الماضي تناولت MVCs بين ضباط إنفاذ القانون،  البيت العاملين في الرعاية الصحية،  عمال تشغيل المعدات الزراعية على الطرق العامة، والعاملين في قطاع التعدين.

### تقييمات التدخل
في الولايات المتحدة، أجرى الباحثون تقييمات ميدانية للأجهزة داخل السيارة التي تراقب سلوك السائق واستهلاك الوقود. أفادت الدراسات التي اختبرت استخدام المراقبة داخل السيارة في خدمات الطوارئ الطبية (EMS) عن تحسن كبير في سلوك السائق من خلال أنظمة المراقبة داخل السيارة التي أعطت السائقين ردود فعل في الوقت الفعلي. أفاد الباحثون أن التكنولوجيا أظهرت وفورات مستدامة في التكاليف فيما يتعلق بصيانة المركبات وتتطلب الحد الأدنى من إعادة تدريب السائق. أفادت دراسة أخرى لسائقي نظام الإدارة البيئية عن نتائج مماثلة وأوصت بالتنفيذ التدريجي للمراقبة داخل السيارة، مع الانتباه إلى تهدئة المخاوف المحتملة فيما يتعلق بنهج عقابي للإجراءات التصحيحية.
قامت دراسة أخرى للتدخل، أجريت بين السائقين الأمريكيين والكنديين، بتقييم جهاز يمنع السائقين من تحويل المركبات إلى ترس لمدة تصل إلى 8 ثوانٍ ما لم يتم ربط أحزمة الأمان. كان المشاركون 101 سائقًا تجاريًا يديرون شاحنات صغيرة وسيارات بيك آب وشاحنات خفيفة أخرى. يمكن للسائق الهروب أو تجنب التأخير عن طريق ربط حزام الأمان الخاص به قبل الخروج من موقف السيارة. واجه المشاركون غير المرتبطين إما تأخيرًا ثابتًا لمدة 8 ثوانٍ، أو تأخيرًا متغيرًا قدره 8 ثوانٍ في المتوسط. تم تقديم تأخير لمدة 16 ثانية لأولئك السائقين الأمريكيين الذين لم يظهروا تحسنًا كبيرًا. زاد استخدام حزام الأمان من 48٪ إلى 67٪ للسائقين الأمريكيين ومن 54٪ إلى 74٪ للسائقين الكنديين. بعد أن ربط السائق حزام الأمان الخاص به، كان يميل إلى البقاء مُثبتًا طوال مدة الرحلة.

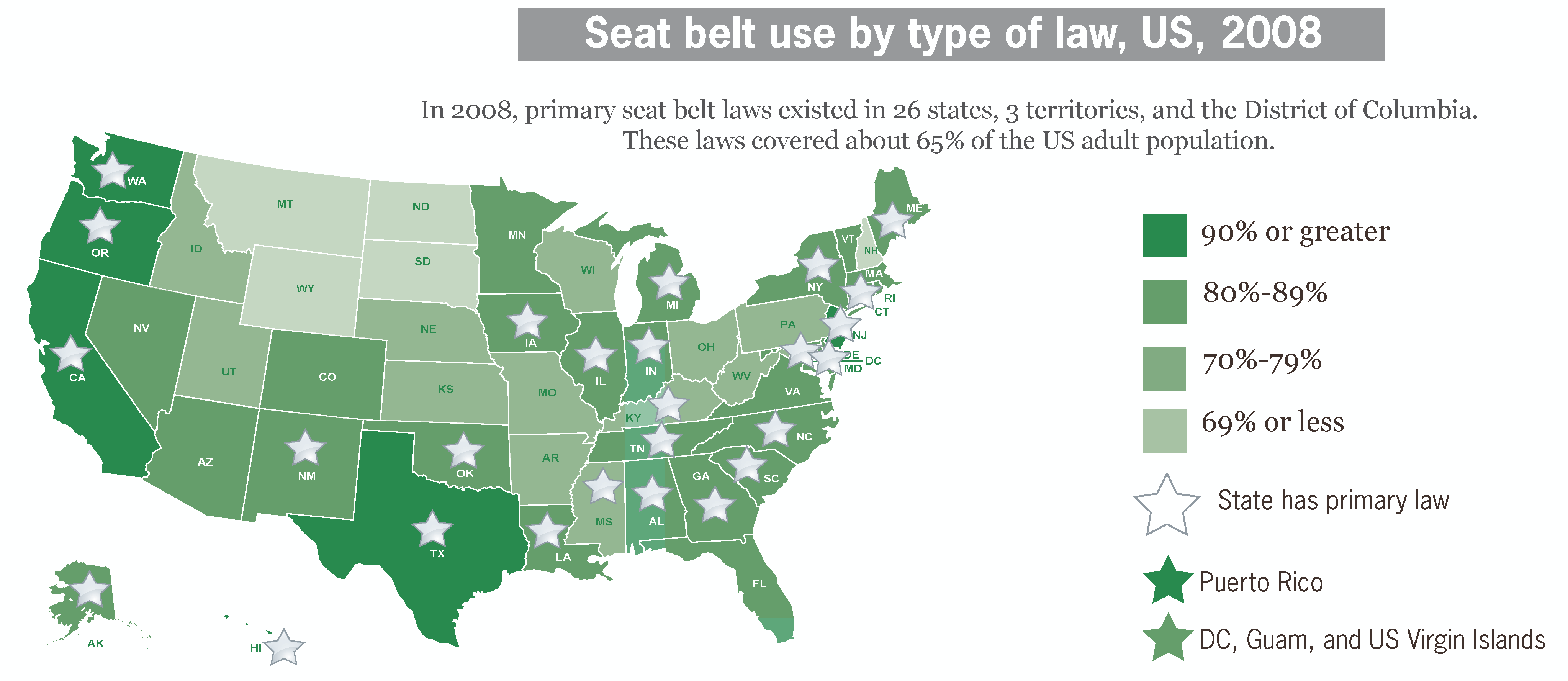
استخدام حزام الأمان حسب نوع القانون عام 2008.

في الولايات المتحدة قيمت دراسات قليلة فعالية المبادرات التي تهدف إلى تغيير السلوكيات المهنية للسائقين وذلك من خلال التدخلات الإدارية.  تعد سلسلة من الدراسات التجريبية الاستثناء الوحيد ذات الصلة التي أجراها لودفيج وجيلر على مدار سنوات عديدة بين سائقي توصيل البيتزا. في الولايات المتحدة، يميل هؤلاء العمال إلى أن يكونوا في سن الجامعة وبالتالي سائقين عديمي الخبرة نسبيًا. بالاعتماد على مبادئ علم النفس التنظيمي والمجتمعي، اقترح لودفيج وجيلر أنه ينبغي تطبيق التدخلات بطريقة هرمية ومتعددة المستويات، تتراوح من التدخلات منخفضة التكلفة ومنخفضة الكثافة التي تستهدف جميع الدوافع والمضي قدمًا إلى تدخلات أكثر كثافة وأكثر تدخلاً بالنسبة لأولئك الذين قاوموا التدخلات الأولية. كما افترضوا أن فعالية التدخل تعتمد على أربعة متغيرات:
- المشاركة: كلما ارتفع مستوى مشاركة الموظف، زادت احتمالية تغير الأعراف الاجتماعية داخل مجموعة العمل.
- دعم الأقران: ستؤدي زيادة فرص التفاعل بين العمال إلى حث الأفراد على تبني سلوك السلامة المطلوب.
- معلومات الاستجابة: كلما كانت التعليقات التي يتلقاها العامل أكثر بروزًا وفي الوقت المناسب، زادت احتمالية تصرفه بناءً على هذه التعليقات.
- العواقب الخارجية: العواقب الأقوى، سواء كانت في شكل مكافآت للامتثال أو عقوبات لعدم الامتثال، سوف ترتبط بردود أقوى على التدخل.

الدراسات التي أجراها لودفيج جيلر وزملاؤه  ركزت على حث السائقين على استخدام أحزمة المقاعد وإشارات الانعطاف وإشارات التوقف عند التقاطعات. تضمنت التدخلات التي تم تقييمها في هذا البحث زيادة الوعي، وتعهدات السلامة، وتحديد الأهداف الفردية والجماعية (مع الأهداف التي حددها المديرون أو حددها العمال)، والتوجيهات من الإدارة، والمسابقات الفردية والجماعية للحصول على مكافآت. بشكل عام، وجد الباحثون أن التدخلات التشاركية العالية كانت فعالة في تغيير السلوك المستهدف، وفي بعض الحالات بدا أيضًا أنها مرتبطة بالتغييرات الإيجابية في سلوكيات القيادة الآمنة الأخرى. بالإضافة إلى ذلك، كانت التعليقات العامة الفردية أكثر فعالية من التعليقات العامة، وقد عملت بشكل جيد مع أولئك الذين لم يمتثلوا في البداية للتدخلات منخفضة المستوى وغير التدخلية. عندما توقفت العواقب الخارجية، لم يستمر الامتثال. أوصى الباحثون بأن تبدأ المنظمات بتدخلات منخفضة التكلفة ومنخفضة التكلفة مثل الاجتماعات الجماعية أو اللافتات أو وسائل الإعلام الأخرى، والتحرك نحو تدخلات أكثر توغلاً لأولئك الذين يفشلون في الاستجابة للتدخلات منخفضة المستوى. كما يشيرون إلى أنه يمكن تجنيد أولئك الذين يمتثلون في البداية كوكلاء تغيير يمكنهم التأثير على زملاء العمل والأسرة والأصدقاء للقيادة بأمان.

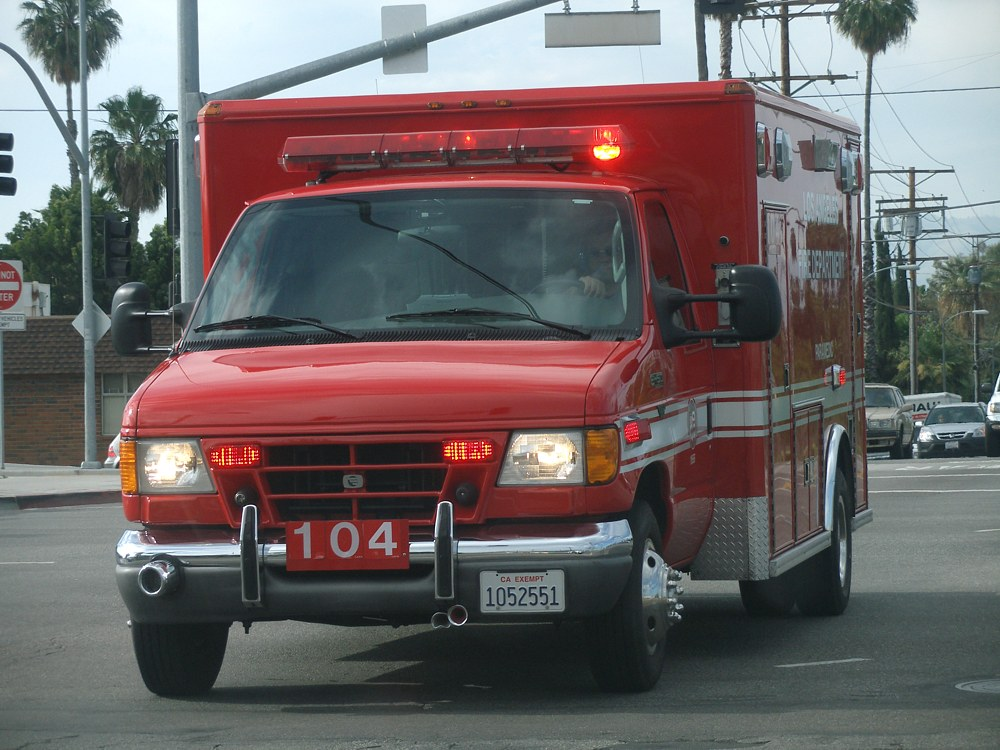

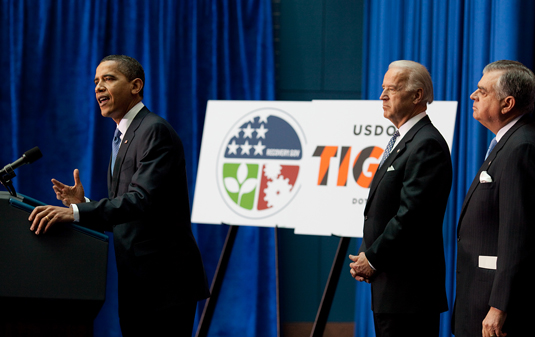

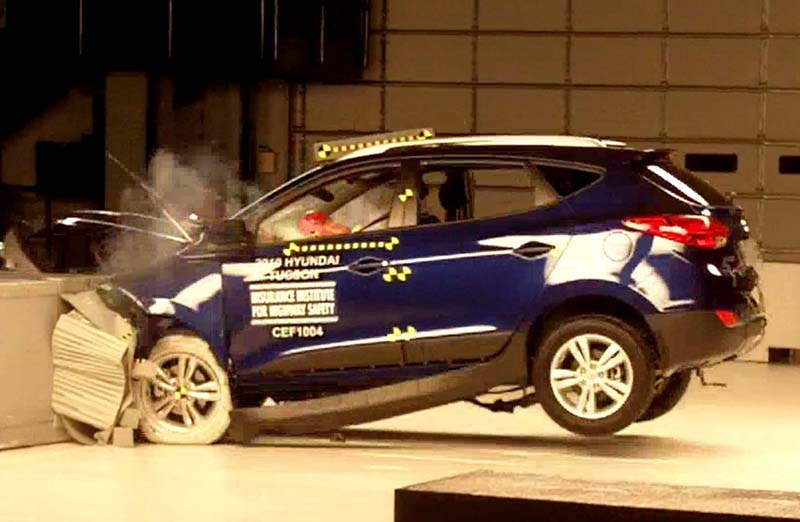
تم إجراء اختبار التصادم في معهد التأمين لمركز أبحاث سلامة الطرق السريعة.